# Кашка Володимир Васильович
Волод́имир Васи́льович Ќашка (нар. 14 липня 1954, с. Дубовий Гай Прилуцького району Чернігівської області — пом. 8 жовтня 2006, Бахмач) — український письменник та журналіст, що творив у Бахмачі. Представник групи крайових нонконформістів, що переслідувалися органами комуністичної влади. 

## Життєпис
Народився в родині глухонімого. З відзнакою закінчив Прилуцьке педагогічне училище (1973 р.) і вступив до Київського державного університету ім. Т. Шевченка, але провчився лише два місяці, відтак забрав документи і пішов в армію.
У листопаді 1977 очолив Бахмацьку поетичну школу ДАК (Кость Москалець, Микола Туз, Тамара Скалозуб), справив помітний уплив на творчість бахмаччанина Юрія Ананка, який згодом укладав посмертну збірку свого вчителя «Час плоду». 
1984 закінчив Московський літературний інститут, при чому певний час жив у одній кімнаті з поетом Василем Герасим'юком. 
Був шкільним педагогом, рятувальником на Сеймі, працював журналістом у газетах Бахмача та Конотопа, а після примусового лікування в Новгород-Сіверському - механіком рефрижераторних секцій, директором парку, теслею. Художні твори зміг видавати лише з 1990-их років. Вони позначені сміливою метафоричністю та, водночас, свідомим заземленням до території, де жив автор - околиці Батурина та річки Сейм, залізничне місто Бахмач. Створив новели, у яких літературно народжено десятки довколишніх сіл: Тиниця, Біловежі Перші, Бахмач Другий, Григорівка, Терешиха, Обмачів, Острів, Халимонове, Матіївка, Дмитрівка, Пальчики, Красне, Митченки. 
У багатьох творах потужний струмінь релігійних міркувань, частина з яких піднімає автора на потужну філософську висоту. Один із прикладів - сонет із присвятою Костянтинові Москальцю: «Жанр гамівний - політ в пітьмі тунелю...»
Страждав на алкоголізм, наслідки якого теж намагався подолати літературною працею. 
Передмову до останньої книжки Володимира Кашки «Час плоду» 2017 написав чернігівський письменник Ладимир Сапон. 

## Доробок
Книги:
- «Уроки сірої качки» («Веселка», 1990),
- «Мала методика» («Кальварія», 2003),
- «Моделі обріїв» («Факт», 2005),
- «Житло» («Український письменник», 2007),
- «Автометодика» (РВК «Деснянська правда», 2007),
- «Час плоду» (ПАТ "ПВК «Десна», 2017).

Статті:
- Кашка В. Казання про ходіння в речі : роман  / Володимир Кашка // Українська мова й література в середніх школах, гімназіях, ліцеях та колегіумах. - 2009. - N 9. - С. 110-118.
- Кашка В. Листи з-поза дзеркала  : цикл поезій у прозі / Володимир Кашка ; авт. вступ. ст. С. Тихолоз // Українська літературна газета. - 2011. - N 21. - С. 12-13.
- Кашка В. В. Поезія / Володимир Васильович Кашка //  Заспів: поетична антологія літературної студії Ніжинського державного педагогічного університету імені Миколи Гоголя : збірник / упоряд.: О. В. Забарний, О. Є. Гадзінський. - Ніжин : НДПУ ім. М. Гоголя, 2000.

## Нагороди
Премії:
- «Благовіст» (2005 р.)
- Чернігівська обласна премія імені Михайла Коцюбинського (2006 р.)
- Міжнародна літературна премія імені Григорія Сковороди «Сад божественних пісень»
- Міжнародна літературна премія імені Миколи Гоголя «Тріумф» (2006 р.)